# Mathematical Methods of Operations Research
Mathematical Methods of Operations Research ist eine wissenschaftliche Fachzeitschrift auf dem Gebiet des Operations Research, die seit 1996 erscheint und von der Gesellschaft für Operations Research (GOR) gemeinsam mit der Nederlands Genootschap voor Besliskunde (The Dutch OR Society) herausgegeben wurde.

## Geschichte
Die Zeitschrift hat eine fortlaufende Bandzählung, die bis ins Jahr 1956 zurückreicht und sich auf Vorgängerzeitschriften stützt. Im Jahr 1956 entstand die Zeitschrift Ablauf- und Planungsforschung: operational research in der Wirtschaftspraxis als Organ des 1956 gegründeten Arbeitskreises Operational Research (AKOR). Dieser fusionierte im Jahr 1972 mit der Deutschen Gesellschaft für Unternehmensforschung (DGU) zur Deutschen Gesellschaft für Operations Research (DGOR). In diesem Zusammenhang wurden die Zeitschriften Ablauf- und Planungsforschung und  Unternehmensforschung: Zeitschrift für die Anwendung quantitativer Methoden und neuer Techniken in der Wirtschaftsführung und praktischen Forschung zusammengelegt und die neue Zeitschrift für Operations-Research gebildet, die von 1972 bis 1995 erschien und die Bandzählung der Zeitschrift Ablauf- und Planungsforschung weiterführte.
Zusammen mit einem Wechsel auf Englisch als Publikationssprache wurde dann im Jahr 1996 aus der Zeitschrift für Operations-Research die Mathematical Methods of Operations Research.